# Chinemelu Elonu
Chinemelu Elonu (né le 11 mars 1987 au Nigeria) est un joueur américano-nigérian de basket-ball, évoluant aux postes d'ailier fort et de pivot.

## Carrière
Chinemelu Elonu joue dans l'équipe des Aggies du Texas de 2006 à 2009, qui fréquentera plus tard as sœur Adaora Elonu. Ses moyennes lors de ses deux dernières saisons sont de 10 points et 7 rebonds par match,.
Elonu est sélectionné par les Lakers de Los Angeles au 59e rang lors de la draft 2009. Il rejoint ensuite le club espagnol de Saragosse où il réalise des moyennes de 6,3 points et 5,8 rebonds par match. En août 2010, il est recruté par le club grec de Panionios BC. En janvier 2011, il rejoint le club français de l'Élan béarnais Pau-Lacq-Orthez comme joker médical avant de devenir celui de Marko Maravić jusqu'à la fin de la saison.
À l'été 2012, il signe un contrat avec Tofaş Bursa, club de première division turque. Son contrat est d'un an avec une autre année optionnelle. Il est nommé meilleur joueur de la deuxième journée de l'EuroChallenge 2013-2014 avec une évaluation de 35 (23 points à 10 sur 12 au tir et 15 rebonds).